# 최상국
최상국(崔相國, 1961년 2월 15일 ~ )은 대한민국의 전 축구 선수이자 지도자로 현역 시절 포항 스틸러스에서 공격수로 활약했다.

## 경력

### 선수 경력
1983년, 포항제철 아톰즈에서 프로 선수 경력을 시작하였으며 1991년 은퇴까지 원클럽맨으로 활약하였다. 1987년 K리그 득점상과 K리그 도움상을 한 시즌에 동시 수상한 두 번째 선수이자, 한국인으로는 2015년 현재까지 유일한 선수이다. K리그 통산 159경기 출전 32득점 22도움을 기록했다.

### 국가대표팀 경력
대한민국 국가대표로서 1984년 AFC 아시안컵과 1988년 하계 올림픽에 출전하였으며 1990년 이탈리아 월드컵 아시아 지역 예선에 참가하였다.

### 지도자 경력
은퇴 이후 1992년 고향인 청주대학교 감독을 맡아 2003년까지 지휘하였으며, 2004년부턴 새롭게 창단된 호원대학교 감독을 맡았다.
2014년 12월 12일, K3리그 소속의 아마추어 클럽 서울 유나이티드 FC 9대 감독으로 선임되었다.

## 수상

### 선수
포항제철 아톰스
- K리그 우승 2회 : 1986, 1988

### 개인
- K리그 득점상 (1회) : 1987
- K리그 도움상 (1회) : 1987
- K리그 베스트 11 (1회) : 1987

## 참고 자료
- 나의 선수 시절 - 최상국, K리그 득점-도움왕 동시 석권했던 재간꾼
- '최상국 감독' 과거-현재-미래를 이야기하다